# 普雷沙克莱班
普雷沙克莱班（法語：Préchacq-les-Bains，法語發音：[pʁeʃak le bɛ̃]）是法国朗德省的一个市镇，属于达克斯区。

## 地理
普雷沙克莱班（43°45'30"N, 0°54'30"W）面积8.63 平方千米，位于法国新阿基坦大区朗德省，该省份为法国西南部沿海省份，是法國本土面积第二大的省，北起吉倫特省，西临大西洋，南至大西洋比利牛斯省，东临热尔省，东北与洛特-加龍省接壤。
与普雷沙克莱班接壤的市镇（或旧市镇、城区）包括：加马德莱班、戈斯、古斯、卢埃尔、阿杜尔河畔蓬通克斯、泰蒂约。

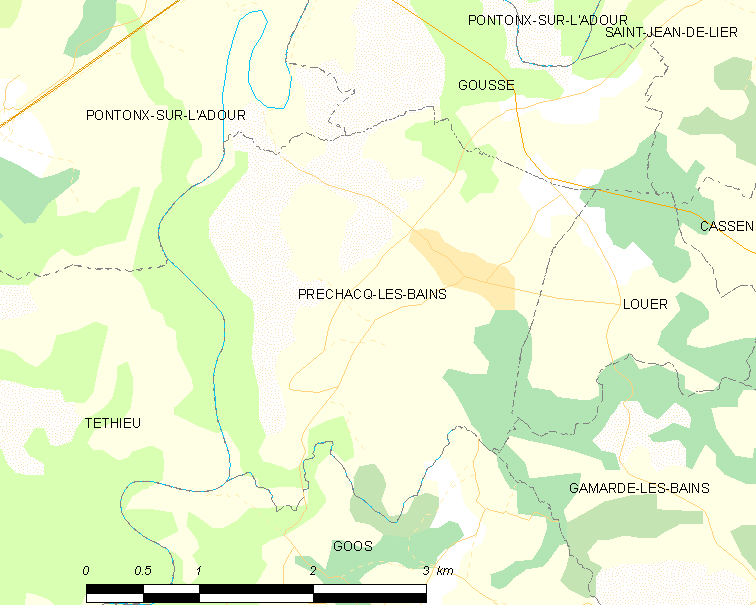
普雷沙克莱班的OSM定位图

普雷沙克莱班的时区为UTC+01:00、UTC+02:00（夏令时）。

## 行政
普雷沙克莱班的邮政编码为40465，INSEE市镇编码为40237。

## 政治
普雷沙克莱班所属的省级选区为沙洛斯山坡县。

## 人口

1962-2008年间普雷沙克莱班人口变化图示

普雷沙克莱班于2022年1月1日时的人口数量为797人。